# Étrelles-sur-Aube
Étrelles-sur-Aube es una comuna francesa situada en el departamento de Aube, en la región de Gran Este.

## Demografía
| 162 | 140 | 127 | 147 | 132 | 125 | 154 |
| Para los censos de 1962 a 1999 la población legal corresponde a la población sin duplicidades (Fuente: INSEE [Consultar]) |     |     |     |     |     |     |